# Max Robitzsch
Max Robitzsch (* 2. Februar 1887 in Höxter; † 10. Juni 1952 in Brotterode) war ein deutscher Meteorologe und Polarforscher.

## Leben

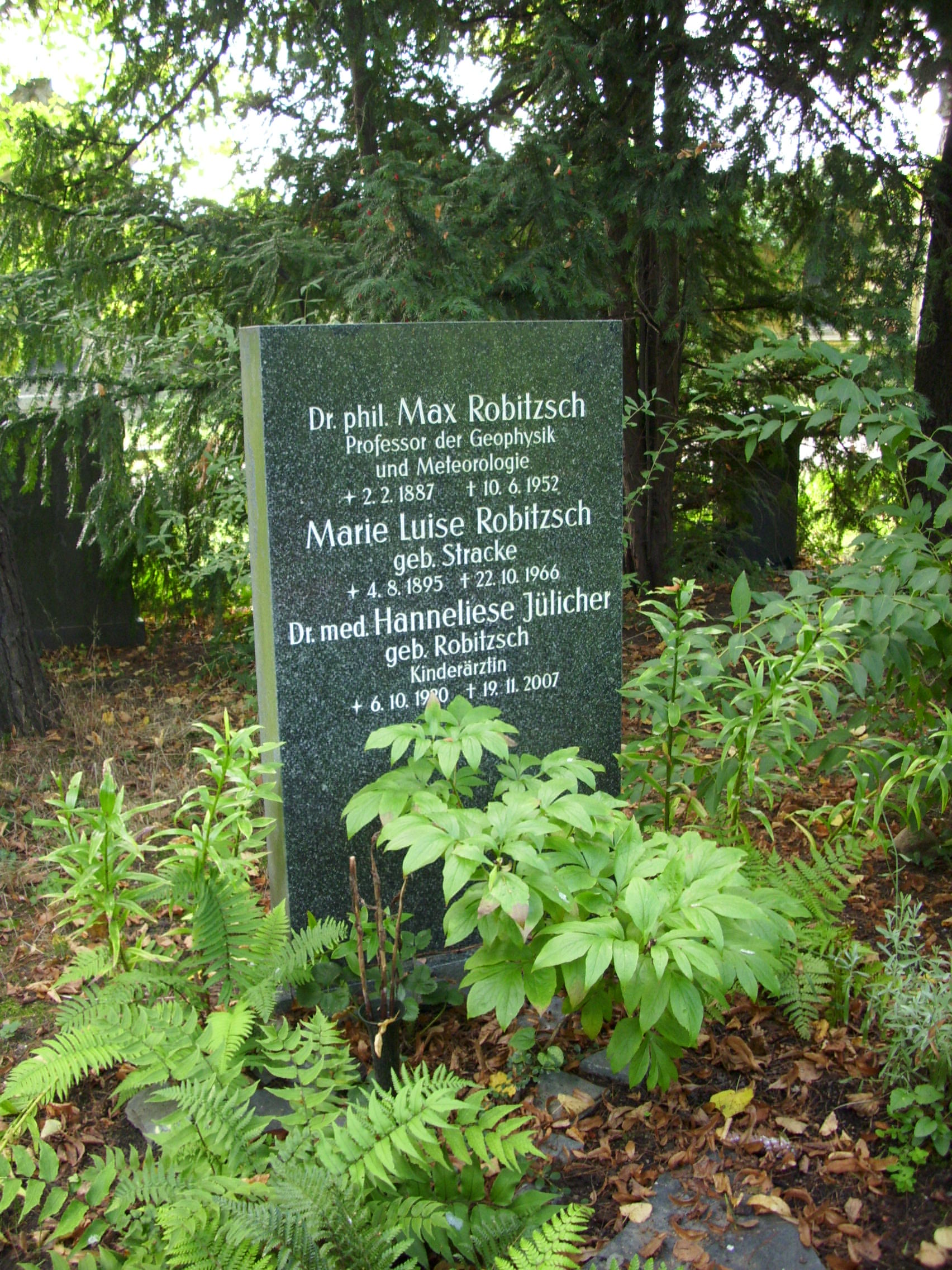
Grabstätte Max Robitzsch auf dem Südfriedhof in Leipzig

Nach dem Besuch des Gymnasiums seiner Heimatstadt Höxter in Westfalen studierte Robitzsch ab 1906 Mathematik und Naturwissenschaften in Jena, Berlin, Marburg und Bonn. 1909 promovierte er bei Franz Richarz (1860–1920) an der Philipps-Universität Marburg mit der Arbeit Experimentelle Bestimmung des Verhältnisses cp:cV der specifischen Wärmen bei Kalium- und Natriumdämpfen und daraus sich ergebende Schlussfolgerungen zum Dr. phil. Anschließend blieb er bis 1914 als Assistent am Physikalischen Institut der Universität in Marburg, wo er engen Kontakt zu Alfred Wegener hatte, der gerade von zwei Grönland-Expeditionen zurückgekehrt war. 1910 legte Robitzsch das Staatsexamen zum höheren Lehramt ab. Mit Kurt Wegener errichtete er 1912 auf Initiative Hugo Hergesells das Geophysikalische Observatorium Ebeltofthafen auf Spitzbergen und überwinterte dort 1912/13. 1914 wurde er zum Leiter des Observatoriums ernannt, konnte seine Arbeit aber durch den Ausbruch des Ersten Weltkriegs nicht aufnehmen, in dessen Verlauf die Station 1915 durch einen englischen Flottenverband zerstört wurde.
Robitzsch wurde nun wissenschaftlicher Assistent am Meteorologischen Observatorium Lindenberg bei Beeskow, wo er bis 1935 blieb. Unterbrochen wurde seine Tätigkeit in Lindenberg lediglich durch seinen Kriegseinsatz 1917–18, als er in einer Feldwetterwarte Dienst tat. 1921 wurde er Observator, 1927 Professor. 1928 habilitierte er sich an der Friedrich-Wilhelms-Universität Berlin mit der Arbeit Verwertung der durch aerologische Versuche gewonnenen Feuchtigkeitsdaten zur Diagnose der jeweiligen atmosphärischen Zustände. Er hielt zunächst als Privatdozent, später als außerordentlicher beziehungsweise außerplanmäßiger Professor Vorlesungen in Meteorologie. 1935 wurde er in das Reichsamt für Wetterdienst berufen, wo er nacheinander verschiedene Abteilungen leitete, darunter die Abteilung Aerologie, die Instrumentenabteilung und die Abteilung für Synoptik. Im November 1935 wurde er Oberregierungsrat und im Juni 1942 Direktor im Reichswetterdienst. Die Internationale Aerologische Kommission wählte ihn 1935 zu ihrem Mitglied. 1939 war er Vorsitzender mehrerer ihrer Subkommissionen. Zum 1. April 1936 trat Robitzsch der NSDAP bei (Mitgliedsnummer 3.759.397). Nach amerikanischer und sowjetischer Kriegsgefangenschaft kehrte Robitzsch 1948 wieder an das Observatorium Lindenberg zurück, wo er zunächst Abteilungsleiter und schließlich Direktor war. 1950 berief ihn die Universität Leipzig auf den Lehrstuhl für Meteorologie. Er war gleichzeitig Direktor des Geophysikalischen Instituts und des angeschlossenen Observatoriums Collm. Robitzsch starb 1952 wenige Monate nach Vollendung seines 65. Lebensjahrs.
Max Robitzsch war verheiratet mit Marie Robitzsch, geborene Stracke. Sie hatten zwei Kinder.

## Leistung
Robitzsch war vor allem auf dem Gebiet der Aerologie und der Physik der oberen Atmosphäre tätig. Als einer der ersten erkannte er die Bedeutung aerologischer Beobachtungen in der Arktis für die gesamte Meteorologie. Mit großem Erfolg konstruierte er innovative meteorologische Instrumente. Schon vor dem Ersten Weltkrieg forschte er an der Entwicklung der Radiosonde. Während seines Aufenthaltes auf Spitzbergen konstruierte er einen Sonnenschreiber für Polarstationen. 1916 entwickelte er den Bimetall-Aktinographen (Robitzsch-Aktinograph), 1928 das Äquivalent-Thermometer und das Hauthygrometer und 1940 den Luftdruckvariographen.
Robitzsch trat 1924 der „Internationalen Studiengesellschaft zur Erforschung der Arktis mit dem Luftschiff“ (Aeroarctic) bei. Er war 1926 Mitbegründer des Archivs für Polarforschung in Kiel. 1927 gründete er den Förderverein des Archivs, dessen Vorsitzender er bis 1951 blieb. Der Verein  benannte sich 1959 in Deutsche Gesellschaft für Polarforschung um.

## Ehrung
Der 634 m hohe Berg Robitzschfjellet südlich des Hornsunds auf der Insel Spitzbergen ist nach Max Robitzsch benannt.

## Schriften (Auswahl)
- Sonnenscheinregistrierung auf Spitzbergen. In: Meteorologische Zeitschrift. Band 12, 1913, S. 594–599
- Die Beobachtungsmethoden des modernen Meteorologen. Gebr. Borntraeger, Berlin 1925
- Äquivalentthermometer und Äquivalenttemperatur. In: Meteorologische Zeitschrift. Band 45, 1928, S. 313–315
- Klima und Organismus. J. Springer, Berlin 1935
- Die Erforschung der Atmosphäre, ihre Methodik und ihre Probleme. Akademie-Verlag, Berlin 1953